# Mattock River
La Mattock River est une rivière en Irlande. C'est un affluent de la Boyne. 
Le cours d'eau prend sa source près de Collon (53° 46′ 30″ N, 6° 29′ 42″ O), d'où il traverse le Comté de Louth vers le sud-est jusqu'à l'ouest de la Drummond Tower dans Coolfore où il commence à former la frontière entre les comtés de Meath et de Louth. 
Puis, il prend la direction du sud-ouest jusqu'à Monknewtown où il prend à nouveau une direction sud-est avant de s'orienter à peu près vers l'est à Dowth. Il rejoint la Boyne à Oldbridge dans la paroisse de Drogheda(53° 43′ 15″ N, 6° 25′ 39″ O).